# Di Fiji
Di Fiji, tên khoa học Erythrura pealii, là một loài chim trong họ Estrildidae. Đây là loài đặc hữu của Fiji mà trước đây là một phân loài của Erythrura cyaneovirens.

## Hình ảnh

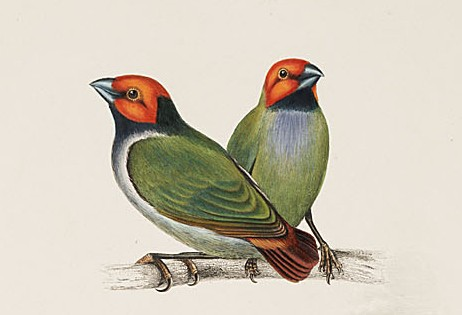
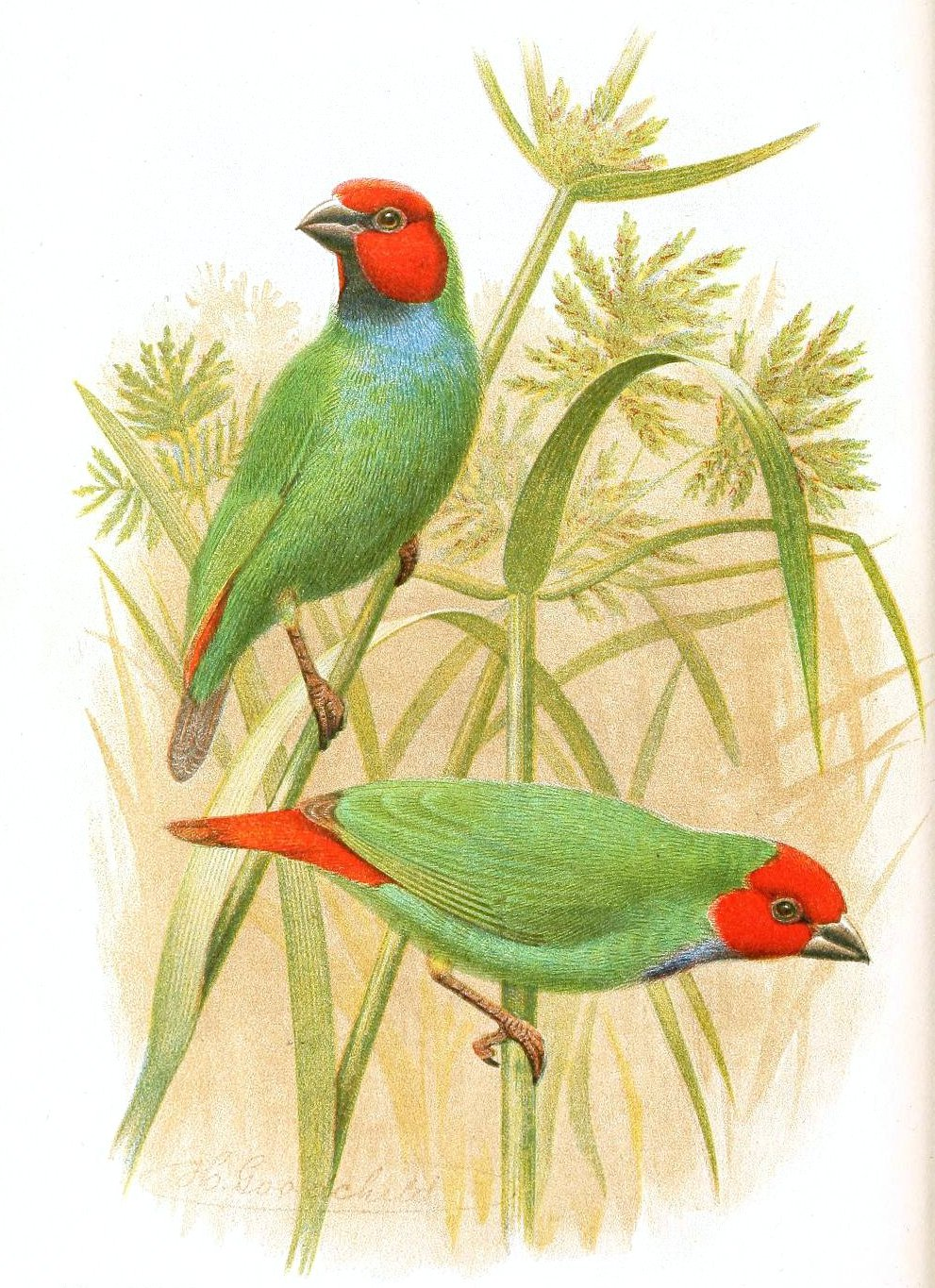
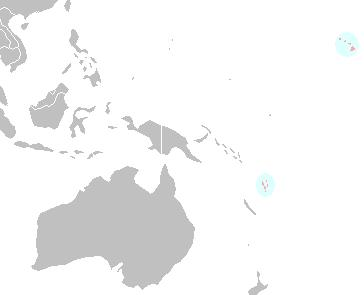
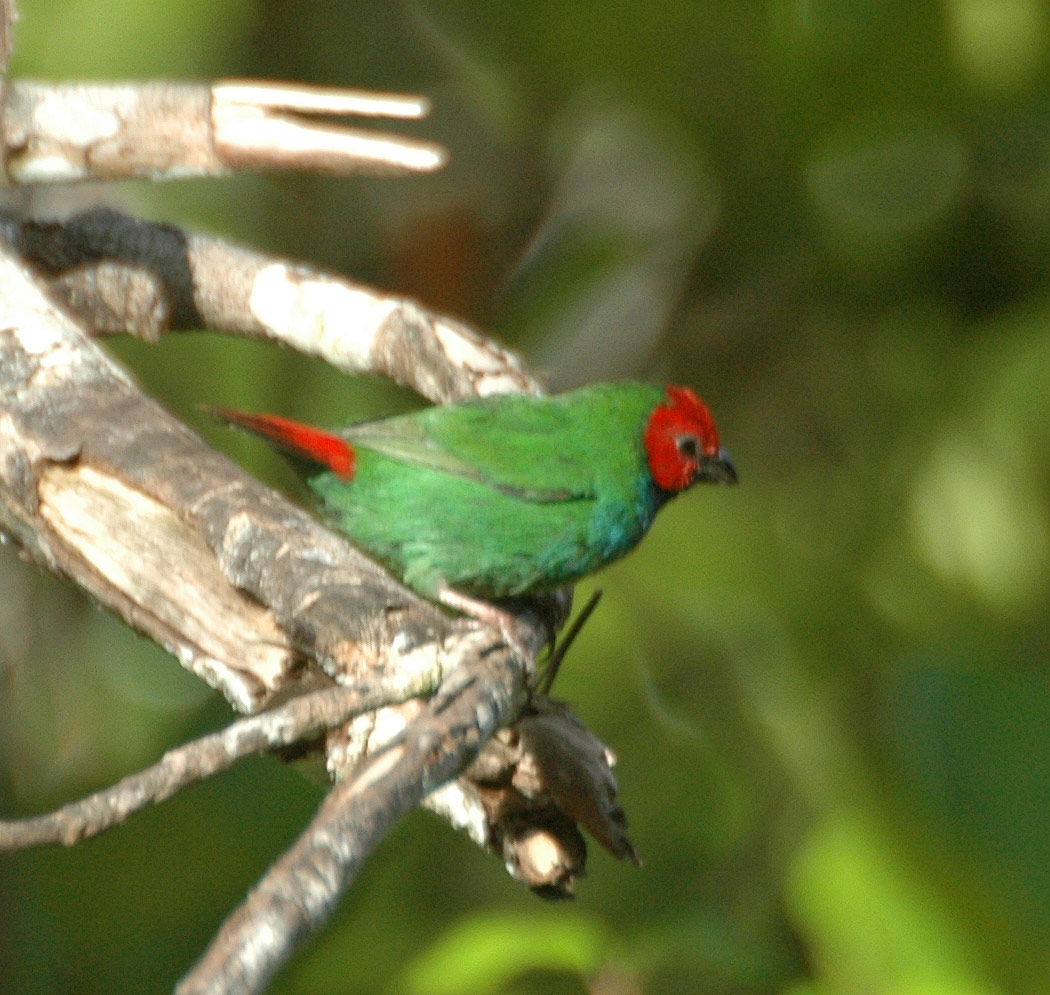
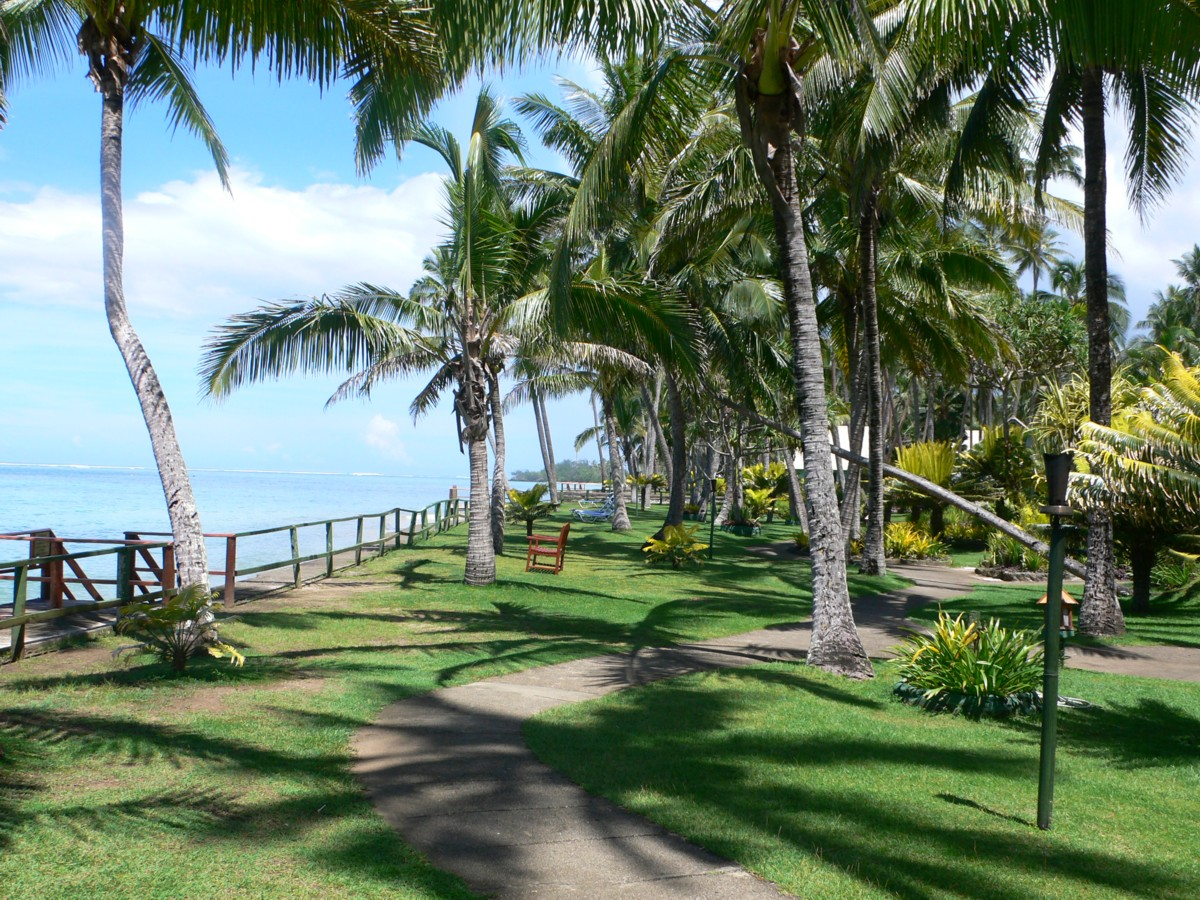
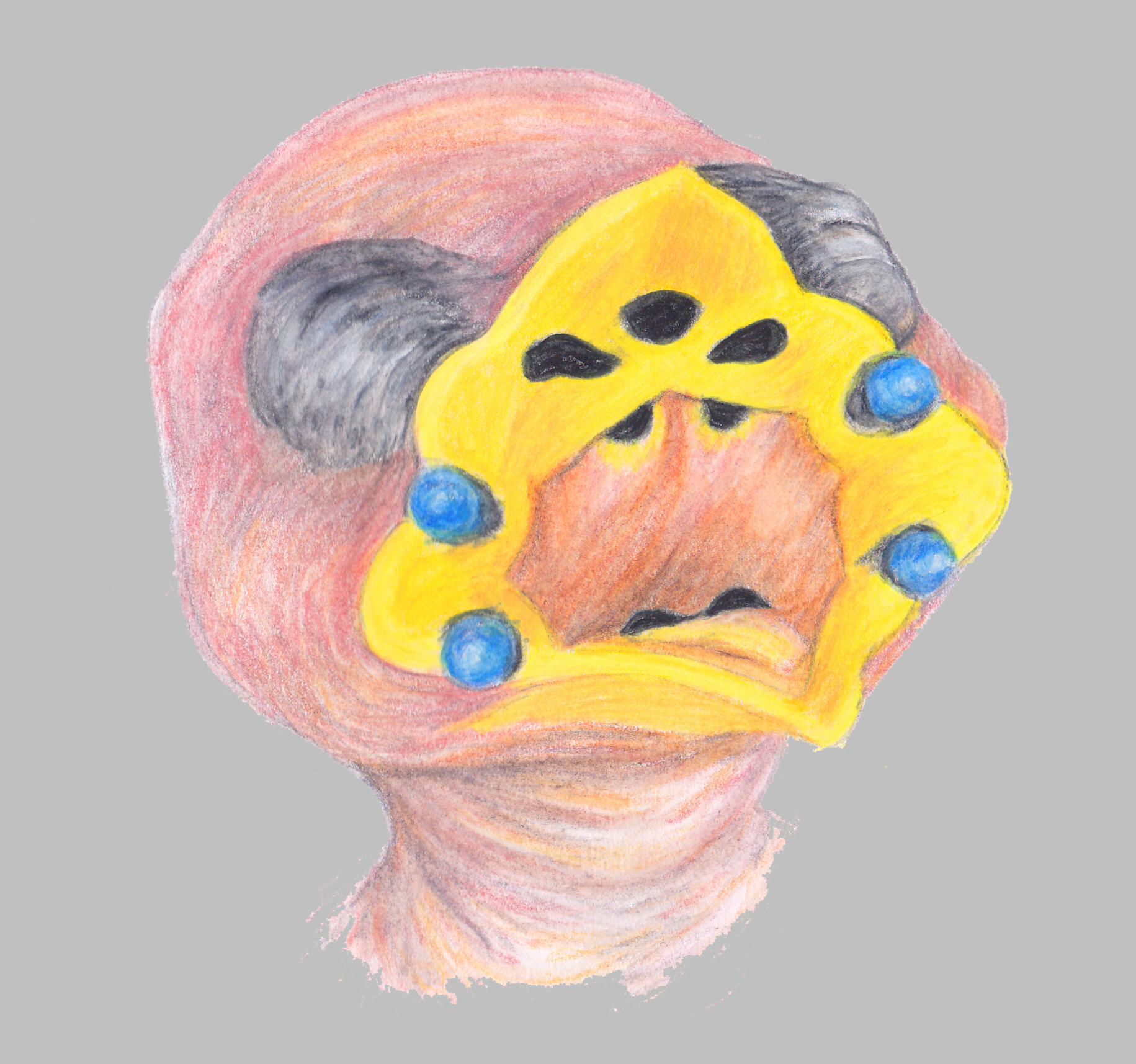
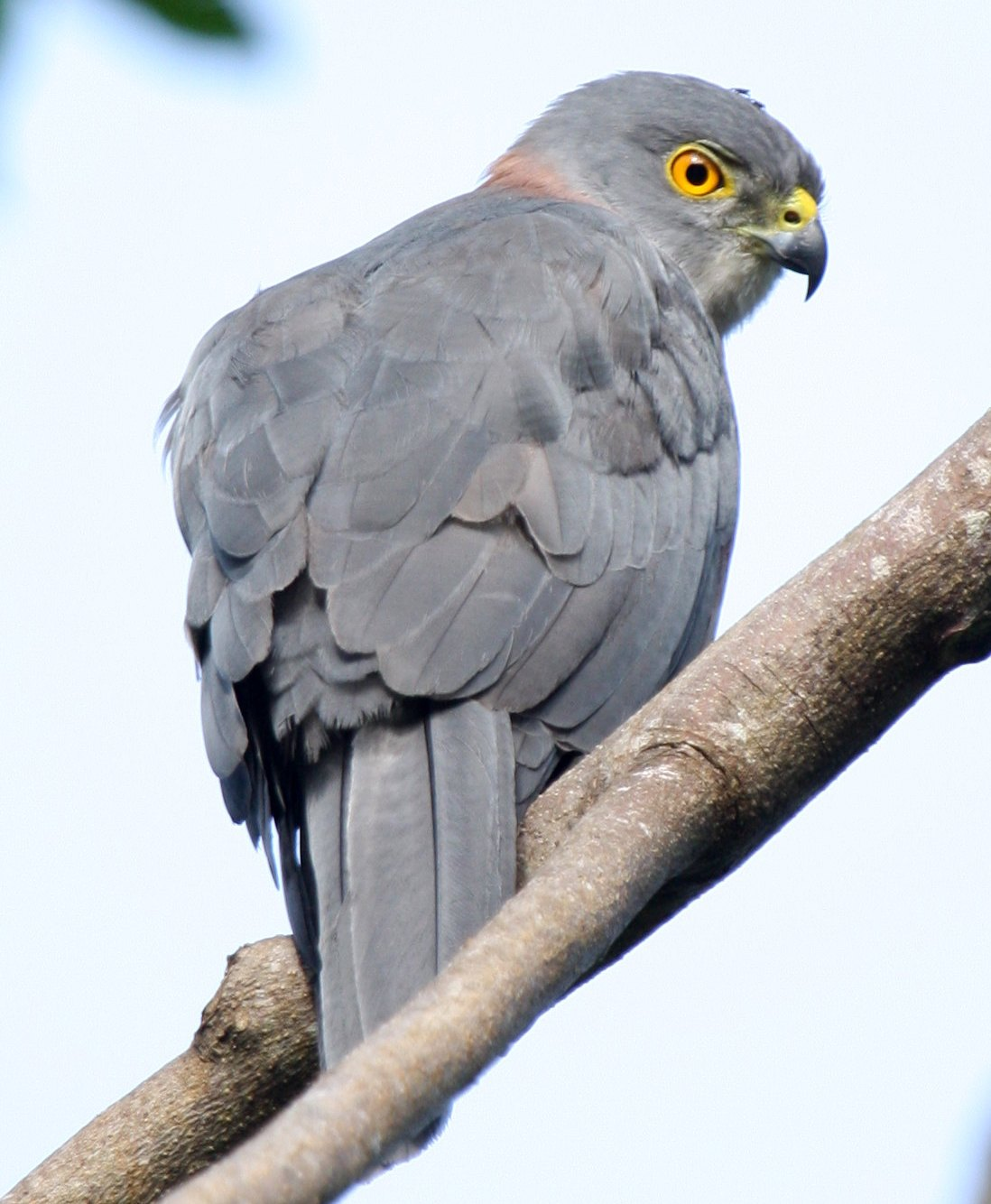